# 図鑑 (ゆずのアルバム)
『図鑑』（ずかん）は、ゆずの通算18枚目のオリジナルアルバム。2024年7月31日にセーニャ・アンド・カンパニーより発売。

## 概要
前作『SEES』から約2年1ヶ月ぶりとなるオリジナルアルバム。
これまでのゆずの音楽遍歴を網羅しながらも、ジャンルレスなサウンドメイクや時代に左右されない普遍的なメッセージが“記録”された作品とのこと（特設サイトより）。
前作以降にリリースされた「SUBWAY」「ビューティフル」「Frontier」「Chururi」に加え、ゆずもアーティストスペシャルゲストとして出演する高橋大輔主演アイスショー「氷艶 hyoen 2024 –十字星のキセキ-」の主題歌「十字星」、テレビ朝日系ドラマ『南くんが恋人!?』主題歌「伏線回収」などを収録。
初回限定盤には、2023年6月2日の「YUZU TOUR 2023 Rita -みんなとまたあえる-」大阪フェスティバルホール公演のライブ映像を全編収録。
またファンクラブ限定盤として、通常盤のCDアルバムに加えて限定ジオラマアクリルスタンドや完全撮り下ろしアートフォトブック、今後一般向けには販売されない書き下ろし楽曲「付録」を収録した限定CD『付録』を同梱した「図鑑 Visual Art Box」も発売される。

## 収録曲
1. Overture -harmonics-
2. 図鑑
  - 作詞：北川悠仁　作曲：北川悠仁・TeddyLoid

日本生命CM曲。
アルバム発売に先駆けて7月10日より配信リリース。
3. 伏線回収
  - 作詞・作曲：北川悠仁 / Sound Produced by 須藤優

テレビ朝日系ドラマ『南くんが恋人!?』主題歌。
もともと北川が「“伏線回収”というタイトルで曲をつくってみたら面白いんじゃないか」と思いついて制作期間中に作っていた楽曲の欠片が主題歌オファーの前から存在しており、オファーを受けてドラマの内容や脚本を読み込むなど本格的に着手し、歌詞の書き下ろすなど主題歌として仕上げた[3]。
アルバム発売に先駆けて、ドラマの初回放送翌日の7月17日より配信リリース。
4. Chururi
  - 作詞：北川悠仁　作曲：北川悠仁・トオミヨウ

配信シングル。
日産自動車「サクラ」CMソング。
5. 花言霊　
  - 作詞・作曲：北川悠仁
6. Frontier
  - 作詞・作曲：北川悠仁

配信シングル「ビューティフル」カップリング曲。
「NBA Japan Games 2022 Presented by Rakuten & NISSAN」公式ソング。
7. つぎはぎ
  - 作詞・作曲：岩沢厚治
8. SUBWAY
  - 作詞・作曲：北川悠仁

配信シングル。
9. 十字星
  - 作詞・作曲：北川悠仁

アイスショー「氷艶 hyoen 2024 -十字星のキセキ-」主題歌。
10. Interlude -harmonies-
11. ビューティフル
  - 作詞：北川悠仁　作曲：北川悠仁・TeddyLoid

配信シングル。
日本生命CM曲。

### 初回限定盤 (DVD・Blu-ray共通)
「YUZU TOUR 2023 Rita -みんなとまたあえる-」ライブ映像
1. 公園通り
2. 少年
3. 栄光の架橋
4. 遊園地
5. えん
6. 灰皿の上から
7. またあえる日まで
8. いちご
9. 命果てるまで
10. 嗚呼、青春の日々
11. 表裏一体
12. シシカバブー
13. 友 〜旅立ちの時〜
14. サヨナラバス
15. Frontier
16. OLA!!
17. 夏色
18. SUBWAY
19. 陽はまた昇る

### 「図鑑 Visual Art Box」限定
限定CD「付録」
1. 付録
  - 作詞・作曲：北川悠仁

今作のために書き下ろしてスタジオの一室で音を響かせるという“ワンルームセッション”形式でレコーディングされた[1]。
アルバムを引っ提げたツアー「YUZU ARENA TOUR 2024-2025 図鑑」のツアーファイナルである横浜アリーナ公演で、サプライズ演奏された。

## 演奏
- 北川悠仁：Vocal, Acoustic Guitar, Tambourine
- 岩沢厚治：Vocal, Acoustic Guitar, Harmonica
- TeddyLoid：Programming & All Other Instruments (#1.2.10.11)
- 西山隆行：Additional Acoustic Guitar (#2.5.8)
- 須藤優
  - Electric Bass (#3.5)
  - Electric Guitar, Programming & All Other Instruments (#3)
- 岩澤駿：Tambourine (#3.7.8)
- Tomi Yo
  - Acoustic Piano, Programming & All Other Instruments (#4.5)
  - Piano (#5)
- 河村吉宏：Drums (#4)
- 前田恭介 (androp)：Bass (#4)
- 真壁陽平：Electric Guitar (#4.8)
- 佐藤帆乃佳、亀田夏絵：Violin (#4.7)
- 菊地幹代：Viola (#4.7)
- 渡邉雅弦：Cello (#4)
- 室屋光一郎、村尾隆人：Violin (#5)
- 萩谷金太郎：Viola (#5)
- 結城貴弘：Cello (#5.7)
- YUDAI：Additional Chorus (#5)
- PRIMAGIC：Programming & All Other Instruments (#6.9)
- 柳野裕孝：Electric Bass (#6.9)
- 三井律郎：Acoustic Guitar, Electric Guitar (#6)
- 生本直毅
  - Banjo (#6)
  - Acoustic Guitar, Electric Guitar (#9)
- 吉田宇宙
  - Fiddle (#6)
  - Strings Arrangement (#9)
- sugarbeans：Drums, Acoustic Piano (#7)
- 千ヶ崎学：Electric Bass (#7)
- qurosawa：Acoustic Guitar, Electric Guitar (#7)
- 斎藤有太：Organ (#8)
- 玉田豊夢：Drums (#8)
- 美久月千晴：Electric Bass (#8)
- 比田井修：Drums (#9)
- 吉田宇宙ストリングス：Strings (#9)
- 高慶卓史：Electric Guitar (#11)
- 東京混声合唱団、東京スクールオブミュージック＆ダンス専門学校：Chorus (#11)